# Code de radiorecherche No 1
 (avril 2022).
Si vous disposez d'ouvrages ou d'articles de référence ou si vous connaissez des sites web de qualité traitant du thème abordé ici, merci de compléter l'article en donnant les références utiles à sa vérifiabilité et en les liant à la section « Notes et références ».

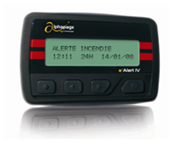
Terminal POCSAG du réseau Français e*Message

Le Code de radiorecherche No 1 (communément et dans la suite appelé POCSAG) est un protocole de transmission radio utilisé pour les réseaux de radiomessagerie. Son nom vient du comité de standardisation de la poste britannique (Post Office Code Standardisation Advisory Group, POCSAG), qui en a assuré le développement.

## Modulation et débit

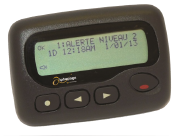
Terminal POCSAG GSL 28R du réseau Français e*Message

POCSAG utilise une modulation FSK, DFSK (Direct Frequency-shift keying) avec un décalage par rapport à la porteuse de ± 4,5 kHz. La fréquence haute représente un 0, et la fréquence basse un 1. La spécification originale prévoyait un débit de 512 bits par seconde, mais en pratique, on utilise également des débits de 1200 ou 2400 bits par seconde. Souvent, les canaux de transmission contiennent des blocs de données transmis à des débits différents.

## Structure des données binaires
Les données sont transmises dans des mots de 32 bits. Chaque mot peut être soit une adresse, soit une donnée. Le premier bit transmis (bit n°31) permet de faire la distinction entre ces deux types de mots. Un mot d'adresse contient 18 bits d'adresse (bits 30 à 13), et deux bits de fonction (bits 12 et 11). Un mot de données contient lui 20 bits de données (bits 30 à 11). Les deux types de mots contiennent ensuite 10 bits de code correcteur d'erreur, qui est un code BCH, de notation normalisée BCH(31,21). Ce code peut corriger deux bits erronés dans chaque mot.
Les mots sont transmis par paquets. Un paquet (batch) commence par un mot de synchronisation, toujours égal à la valeur réservée 0x7CD215D8, suivi de 16 mots utiles. Les mots inutilisés portent la valeur spéciale 0x7A89C197 (vide ou idle). En pratique, les valeurs synchronisation et vide peuvent parfois être différentes.
Bien que l'adresse soit transmise sous forme de 18 bits, les récepteurs sont en fait désignés par un numéro sur 21 bits (RIC pour Receiver Identity Code), les 3 bits manquants étant retrouvés comme suit. On considère qu'un paquet (composé de 16 mots) contient 8 paires de mots. L'adresse est transmise dans l'une de ces 8 paires, et le numéro de cette paire au sein du paquet (entre 0 et 7) donne les 3 bits restants. Grâce à ce système, le récepteur peut en outre rester éteint la plupart du temps, et n'écouter que les paires de mots susceptibles de l'intéresser, ce qui permet de réaliser des économies de batteries substantielles.
Avant chaque paquet est transmis un préambule d'au moins 576 bits, alternativement à 1 et à 0, ce qui permet au récepteur de se synchroniser sur le signal. Ce mécanisme permet lui aussi au récepteur de rester éteint une bonne partie du temps.
Un message débute par un mot d'adresse, suivi par un certain nombre de mots de données. Le même message continue jusqu'à ce qu'une autre adresse ou un mot vide soit émis. Un message peut s'étendre sur plusieurs paquets. Le contenu du message peut être exprimé dans deux formats différents :
- les messages numériques sont transmis sous forme de valeurs BCD sur 4 bits ;
- les messages alphanumériques sont transmis en ASCII sur 7 bits.

## Fréquences des réseaux

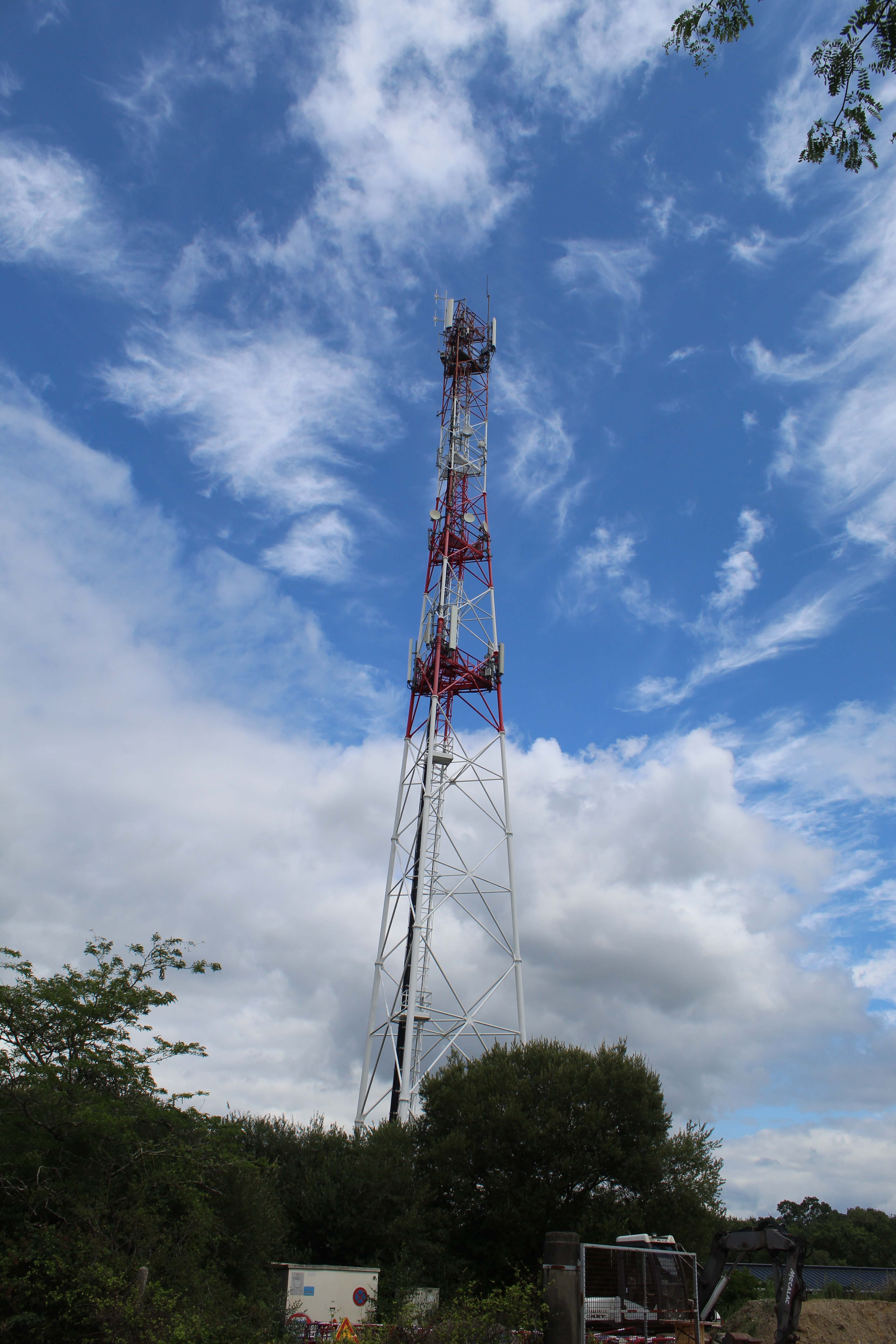
Pylône de Challans (85) avec un émetteur POCSAG UHF.

- Au Royaume-Uni, la plupart des transmissions se font sur 138 MHz et 466 MHz.
- L'Australie utilise le 148,3375 MHz en VHF, et 450,375 MHz ou 450,325 MHz en UHF.
- En France, c'est la bande UHF comprise entre 466.0 et 466.3 MHz qui est utilisée par la société e*Message France pour son service Alphapage.
  - Les relais réémetteurs sont de marque MOTOROLA type MSF5000, d'un puissance typique de 60W environ et sont installés dans des locaux TDF. Le signal maître venant du centre de gestion E-Message France est reçu par satellite sur la fréquence 12.73961 GHz (satellite Eutelsat?) grâce à un système de marque MATRA MARCONI SPACE.
- En Belgique, l'opérateur des services de secours A.S.T.R.I.D. utilise la fréquence VHF 169.625 MHz.
- En Suisse, les fréquences (VHF) suivantes sont utilisées par les sociétés Swissphone et Digicall pour leurs services de radiomessagerie :
  - 147.300 MHz - 147.325 MHz - 147.375 MHz - 147.400 MHz - 169.700 MHz.

## Exemple d'une trame POCSAG
| (audio) | POCSAG (info)                                           |
| (audio) | Exemple de transmission POCSAG à 1200 bits par seconde. |
| (audio) | Des problèmes pour écouter le fichier ? Aidez-moi       |